# Daniel Hernandes
Daniel Andrey Hernandes (ur. 16 kwietnia 1979) – brazylijski judoka. Dwukrotny olimpijczyk. Zajął dziewiąte miejsce w Sydney 2000 i odpadł w eliminacjach w Atenach 2004. Walczył w wadze ciężkiej.
Piąty na mistrzostwach świata w 1999, 2001, 2003, 2007 i 2009; uczestnik zawodów w 2008 i 2011, a także zdobył dwa medale w drużynie. Startował w Pucharze Świata w latach 1997, 2000, 2002, 2003, 2006-2011 i 2013. Złoty medalista igrzysk panamerykańskich w 2003 i srebrny w 1999. Triumfator igrzysk Ameryki Południowej w 2002 i drugi w 1998. Zdobył osiem medali mistrzostw panamerykańskich w latach 1998 - 2010. Wicemistrz igrzysk wojskowych w 2003. Dwukrotnie na podium wojskowych MŚ. Wygrał mistrzostwa Ameryki Południowej w 2000 i 2004 roku. 

## Letnie Igrzyska Olimpijskie 2000
| Konkurencja | Eliminacje                 | Eliminacje        | Eliminacje               | Repasaże              | Klas. końcowa |
| Konkurencja | Przeciwnik I               | Przeciwnik II     | 1/4                      | Przeciwnik I          | Miejsce       |
| ----------- | -------------------------- | ----------------- | ------------------------ | --------------------- | ------------- |
| +100 kg     | Muhammad Bu Iszawi (ALG) Z | Petr Jákl (CZE) Z | Indrek Pertelson (EST) P | Ernesto Pérez (ESP) P | 3 runda       |

## Letnie Igrzyska Olimpijskie 2004
| Konkurencja | Eliminacje               | Eliminacje                | Repasaże                 | Repasaże                 | Klas. końcowa |
| Konkurencja | Przeciwnik I             | Przeciwnik II             | Przeciwnik I             | Przeciwnik II            | Miejsce       |
| ----------- | ------------------------ | ------------------------- | ------------------------ | ------------------------ | ------------- |
| +100 kg     | Emeka Onyemaechi (NGA) Z | Tamierłan Tmienow (RUS) P | Gabriel Munteanu (ROU) Z | Indrek Pertelson (EST) P | 9.            |